# ردوود سیتی (کالیفرنیا)
شهر ردوود (به انگلیسی: Redwood City) .ردوود سیتی شهری در شبه‌جزیره سانفرانسیسکو در منطقه خلیج کالیفرنیای شمالی، تقریباً 27 مایلی (43 کیلومتری) جنوب سانفرانسیسکو، و 24 مایلی (39 کیلومتری) شمال غربی سن خوزه است. تاریخچه شهر ردوود شامل اولین سکونت مردم اوهلون است تا بندری برای چوب و سایر کالاها باشد. .مقر شهرستان San Mateo County در قلب دره سیلیکون، Redwood City محل چندین شرکت فناوری جهانی از جمله Oracle، Electronic Arts، Evernote، Box، و Informatica است.[8] جمعیت این شهر بر اساس سرشماری ۲۰۲۰، ۸۴۲۹۲ نفر بوده است. بندر ردوود سیتی تنها بندر آبهای عمیق در خلیج سانفرانسیسکو در جنوب سانفرانسیسکو است.
طبق آمار اداره سرشماری ایالات متحده، مساحت این شهر 34.7 مایل مربع (90 کیلومتر مربع) است که 19.4 مایل مربع (50 کیلومتر مربع) زمین و 15.2 مایل مربع (39 کیلومتر مربع) است که 44.34 درصد آن را آب تشکیل می دهد. یکی از آبراهه‌های اصلی که بخش زیادی از شهر ردوود را تخلیه می‌کند، نهر ردوود است که چندین دلتای رودخانه قابل توجه به آن متصل می‌شوند که بزرگترین آنها وست پوینت اسلاو است

## نگارخانه

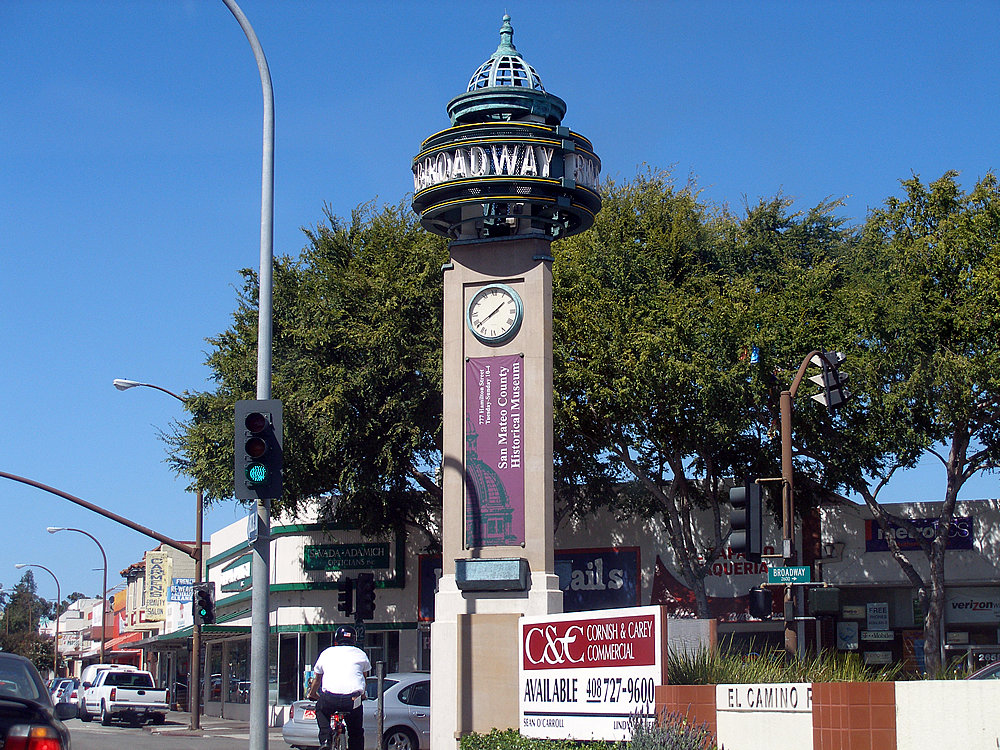
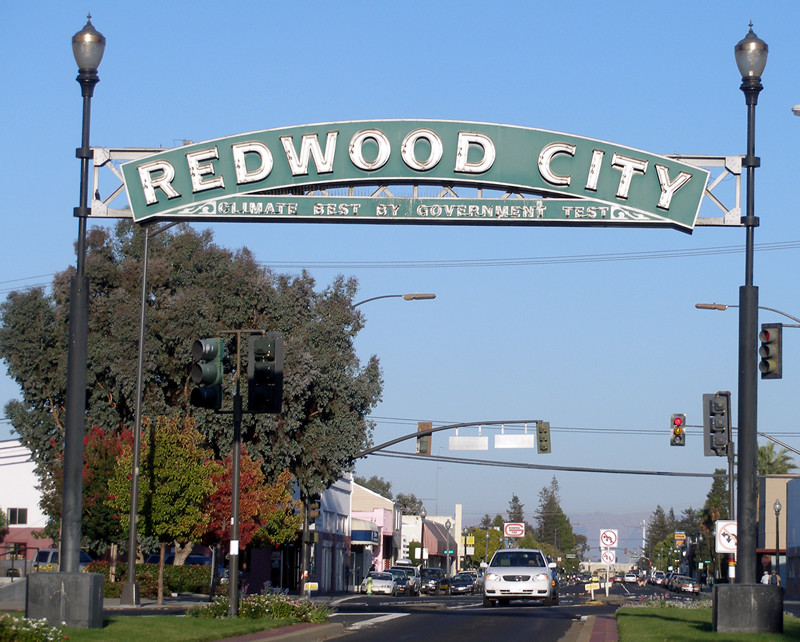

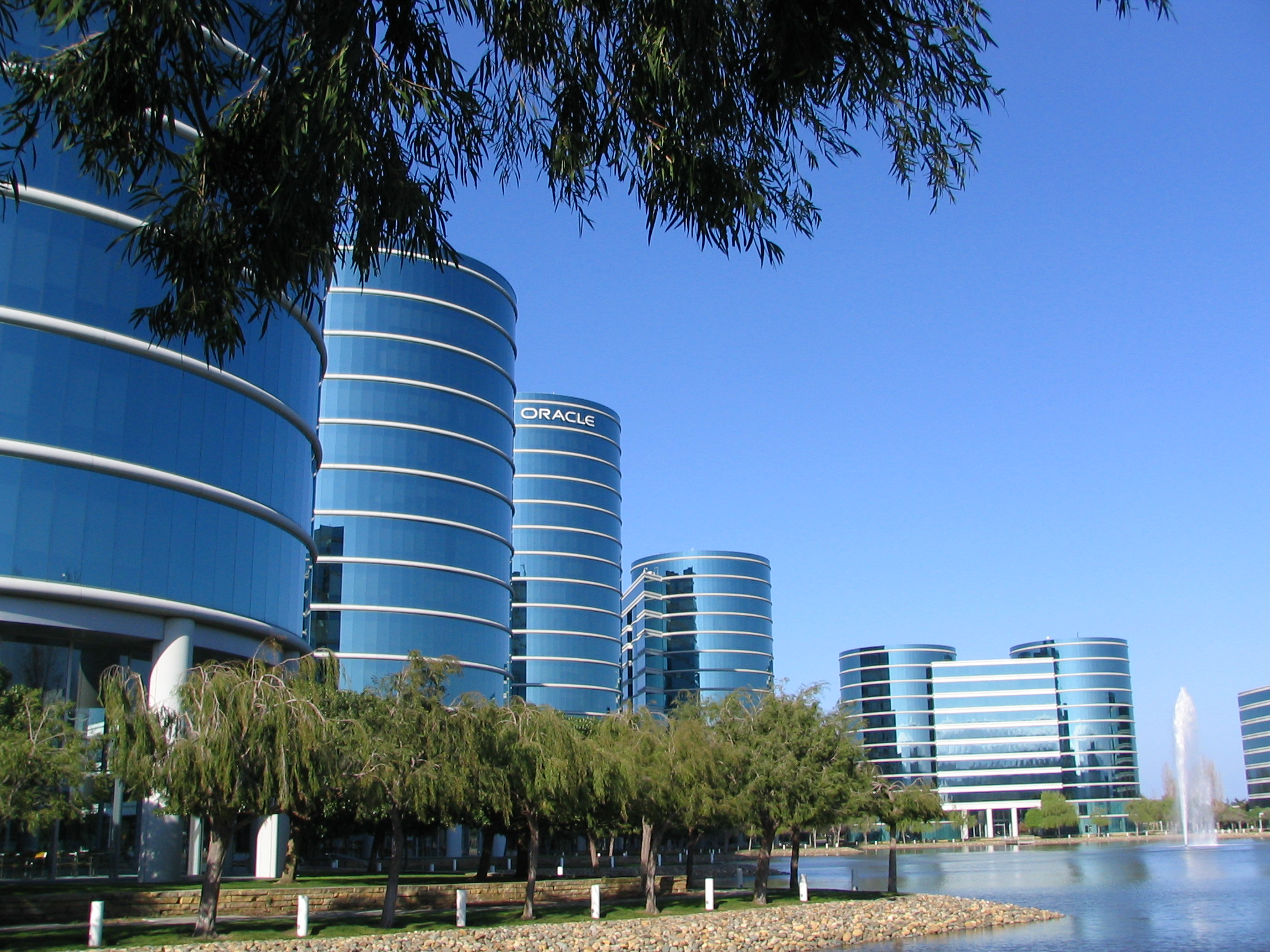
ساختمان‌های تجاری شهر

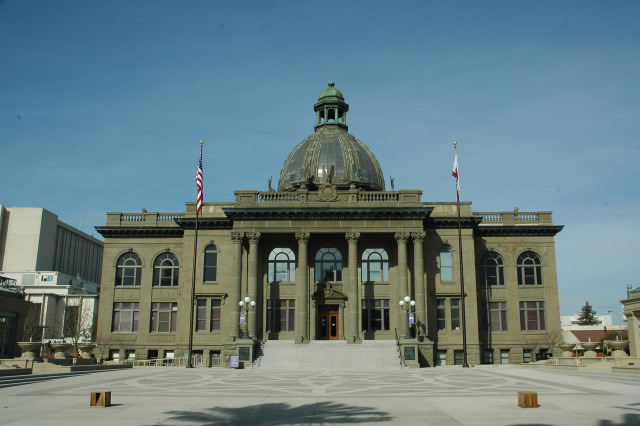
ساختمان تاریخی دادگاه، ساخته‌شده در سال ۱۹۱۰ و بازسازی شده در سال ۲۰۰۶